# Grozny-City
Grozny-City (Russisch: Грозный-Сити) is een complex van vijf wolkenkrabbers in Grozny, de hoofdstad van de Russische deelrepubliek Tsjetsjenië. De wolkenkrabbers liggen nabij de Hart van Tsjetsjenië-moskee, de grootste moskee van Rusland. De gebouwen herbergen een vijfsterrenhotel, een winkelcentrum en appartementen.
Op 5 oktober 2011 werd de eerste fase officieel voltooid en met vuurwerk geopend. De opening viel samen met de 35e verjaardag van president Kadyrov. Westerse sterren als Jean-Claude Van Damme, Vanessa Mae en Hilary Swank kregen later veel kritiek op hun aanwezigheid tijdens de festiviteiten.
Tijdens de verdere bouw brak er op 3 april 2013 brand uit in de Olympus-toren die acht uur lang woedde en door minstens honderd brandweerlieden werd geblust. De wolkenkrabber stond nagenoeg leeg. Er werden 30 mensen geëvacueerd en niemand raakte gewond. Het gebouw werd hetzelfde jaar nog hersteld en de naam van de toren werd gewijzigd van Olympus naar Phoenix dat een kwinkslag is naar het mythische wezen phoenix.
Frans acteur Gerard Depardieu bezit een appartement in een van de andere torens. Dit appartement kreeg hij cadeau tijdens zijn bezoek aan president Kadyrov.